# Коловрат (симбол)
Коловрат је стари словенски знак који означава бескрајан круг рођења и смрти. Сродан је са свастиком.
Реч се састоји од два дела – коло које означава Сунце и врат који означава вртњу.
У словенској култури коловрат је знаменовао бога Сварога. Знак се такође налази на многим украсима. У новије доба постао је најважнији знак Родноверја, обновљене вере предхришћанских Словена, те других нехришћанских верских заједница као што је Словенски ведантизам.
Назив Коловрат одржало се као презиме, а и као назив једног од врхова Вукомеричких горица.